# Herbertingen
Herbertingen är en kommun (Gemeinde) i Landkreis Sigmaringen i delstaten Baden-Württemberg i Tyskland. Folkmängden uppgår till cirka 4 800 invånare, på en yta av 
39 kvadratkilometer. Kommunen består av ortsdelarna (tyska Ortsteile) Herbertingen, Hundersingen, Marbach och Mieterkingen.
Kommunen ingår i kommunalförbundet Bad Saulgau tillsammans med staden Bad Saulgau.